# Artéria cerebelar inferior posterior
A artéria cerebelar inferior posterior é uma artéria da cabeça. Irriga a região lateral do bulbo e as partes posteriores e inferiores do cerebelo.